# Shahrestān di Sarbaz
Lo shahrestān di Sarbaz (farsi شهرستان سرباز) è uno dei 18 shahrestān della provincia iraniana del Sistan e Baluchistan. Il capoluogo è Rasak. Lo shahrestān è suddiviso in 3 circoscrizioni (bakhsh):
- Centrale (بخش مرکزی)
- Sarbaz (بخش سرباز), con la città di Sarbāz.
- Pishin (بخش پیشین), con la città di Pishin.